# Peter Weber (Turner)
Peter Weber (* 22. Dezember 1938 in Finsterwalde; † 17. Mai 2024 in Berlin) war ein deutscher Geräteturner aus der DDR. Sein Heimatverein war der ASK Vorwärts Potsdam.
Er gewann bei den Olympischen Spielen 1964 in Tokio mit der gesamtdeutschen Mannschaft und bei den Olympischen Spielen 1968 in Mexiko-Stadt mit der Mannschaft der Deutschen Demokratischen Republik (DDR) jeweils eine Bronzemedaille im Mannschaftsmehrkampf. Den gleichen Rang erreichte er mit der DDR-Mannschaft auch im Mannschaftsmehrkampf bei den Turn-Weltmeisterschaften 1966 in Dortmund.
Bei DDR-Meisterschaften errang er 1964 und 1967 im Ringeturnen sowie 1965 im Bodenturnen insgesamt drei nationale Einzeltitel.
Nach dem Ende seiner aktiven Laufbahn war er von 1971 bis 1983 Turn-Nationaltrainer der DDR.